# NGC 352
NGC 352 est une vaste galaxie spirale barrée entourée d'un anneau. Elle est située dans la constellation de la Baleine. NGC 352 a été découverte par l'astronome germano-britannique William Herschel en 1784.

## Caractéristiques
Sa vitesse par rapport au fond diffus cosmologique est de 4 952 ± 24 km/s, ce qui correspond à une distance de Hubble de 73,0 ± 5,1 Mpc (∼238 millions d'al).
À ce jour, quatre mesures non basées sur le décalage vers le rouge (redshift) donnent une distance de 62,475 ± 3,864 Mpc (∼204 millions d'al), ce qui est légèrement à l'extérieur des valeurs de la distance de Hubble. Notons cependant que c'est avec la valeur moyenne des mesures indépendantes, lorsqu'elles existent, que la base de données NASA/IPAC calcule le diamètre d'une galaxie et qu'en conséquence le diamètre de NGC 352 pourrait être d'environ 53,4 kpc (∼174 000 al) si on utilisait la distance de Hubble pour le calculer.
La classe de luminosité de NGC 352 est II et elle présente une large raie HI.